# Legrandellus fuscolarosalis
Legrandellus fuscolarosalis là một loài bướm đêm trong họ Crambidae.